# Cyrtodactylus gubernatoris
Espèce
Synonymes
- Gymnodactylus gubernatoris Annandale, 1913

Statut de conservation UICN

 NT  : Quasi menacé
Cyrtodactylus gubernatoris est une espèce de geckos de la famille des Gekkonidae.

## Répartition
Cette espèce est endémique d'Inde. Elle se rencontre au Sikkim et dans le district de Darjeeling au Bengale-Occidental.

## Publication originale
- Annandale, 1913 : The Indian geckos of the genus Gymnodactylus. Records of the Indian Museum, vol. 9, p. 309-326 (texte intégral).